# Willi Habermann
Willi Habermann (* 12. Februar 1922 in Neu-Ulm; † 13. Oktober 2001 in Bad Mergentheim) war ein schwäbischer Mundartdichter.

## Leben
Willi Habermann wurde am 12. Februar 1922 in Neu-Ulm geboren. Sein Vater war Bankangestellter. Als Jugendlicher war er in der kath. Jugendbewegung, im „Bund Neudeutschland (ND)“ mit dem Spitznamen „Grogo“ aktiv. Als Gymnasiast pflegte er Freundschaften mit Otl Aicher (Grafikdesigner und Gründer der Hochschule für Gestaltung Ulm) und den Geschwistern Scholl. Letztere verteilten unter dem Namen „Weiße Rose“ Flugblätter gegen das NS-Regime und wurden dafür hingerichtet. Habermann steuerte damals Material zu dem von Otl Aicher angestoßenen Rundbrief Windlicht bei. Er ist eine von etwa 30 Personen, die in der Ulmer DenkStätte Weiße Rose porträtiert sind. Im 2. Weltkrieg war er in Frankreich und auf Guernsey stationiert.
Nach dem Krieg studierte er Germanistik, Französisch, Geschichte und Philosophie in München. 1951 heiratete er Lydie Habermann, geb. Pelfrene, eine Flämin aus Gent. Aus der Ehe gingen ein Sohn, der Politiker Christoph Habermann, und zwei Töchter, die Ärztinnen Birgit Habermann und Michaela Habermann-Fearns, hervor. Von 1952 bis 1982 war er Lehrer am Deutschorden-Gymnasium Bad Mergentheim. Er unterrichtete Deutsch, Französisch, Geschichte und Philosophie. Von 1964 bis 1976 leitete er ehrenamtlich die Volkshochschule in Bad Mergentheim.
Willi Habermann schrieb Gedichte und Aphorismen in Hochdeutsch und Schwäbisch. Er veröffentlichte Gedichtbände sowie Übertragungen der Psalmen, des Kohelet, des Hohen Liedes und des Markusevangeliums ins Schwäbische. Daneben entstanden zahlreiche Beiträge in Zeitungen und Sammelwerken. Er war Mitglied im Verband deutscher Schriftstellerinnen und Schriftsteller.
Häufig hielt er sich in Frankreich auf. Eine Freundschaft verband ihn mit Karl-Heinz Knoedler. 1980 starb seine Frau. 1999 heiratete er Karin Vogel. Am 13. Oktober 2001 starb er in Bad Mergentheim. Sein Grab liegt auf dem Alten Friedhof in Bad Mergentheim.

## Gedichtbände
- (1978): Wia där Hond beisst. Gedichte in schwäbischer Mundart. Illustrationen von Karl-Heinz Knoedler. Vorwort von Paul Konrad Kurz. Kisslegg im Allgäu: Edition Schlack im Schönemann-Verlag.
- (1982–1989): Du bist mein Freund. Psalmen schwäbisch gebetet. 1.–3. Aufl. Stuttgart: Steinkopf.
- (1983): S'leba bisch Lompadock, du. Mit Zeichnungen von Martin Pfaender. Stuttgart: Schlack.
- (1985): Ich bin mit dir. Psalmen auf Schwäbisch. Stuttgart: Steinkopf.
- (1988): Bloß falsch naglangt. Illustrationen von Peter Schlack. Stuttgart: Schlack.
- (1988): Fisch ohne Netz. Ein schwäbischer Franziskuszyklus und andere Gedichte. Ostfildern bei Stuttgart: Schwabenverlag.
- (1989): Alles Seifenblasen. Der Prediger Salomo schwäbisch. Mit einem Vorwort von Prof. Herbert Leroy. Stuttgart, Hamburg: Steinkopf.
- (1990): Psalmen auf Schwäbisch. Wuppertal, Zürich: R. Brockhaus Verlag.
- (1992): Das Hohelied schwäbisch gesungen. Salomos Lieder der Liebe. Stuttgart: Steinkopf.
- (2002): Dr Hemmel duad sich auf. Das Markusevangelium auf schwäbisch. Mit einem Vorwort von Bischaf Dr. Gebhard Fürst. Stuttgart: Verlag Kath. Bibelwerk.
- Behr, Hartwig (Hg.) (2002): Em Karree gsät… Von und für Willi Habermann. Bad Mergentheim: Moritz und Lux.

## Herausgeberschaft
- Volkshochschule Bad Mergentheim (1969): 750 Jahre Deutscher Orden in Mergentheim. 1219 - 1969. Unter Mitarbeit von Willi Habermann und Carlheinz Gräter. Bad Mergentheim: Volkshochschule.
- Habermann, Willi (Hg.) (1972): Als wär's ein Stück von ihm. Hans Heinrich Ehrler, *1872 - Spiegelungen 1972. Mit Zinkätzungen von Cornelius Sternmann. Bad Mergentheim: Volkshochschule.
- Habermann, Willi (Hg.) (1975): Der Bauernkrieg im Taubergrund. 1525 - 1975. Bad Mergentheim: Volkshochschule.